# Красный Пахарь (Алтайский край)
Красный Пахарь — упразднённый посёлок в Заринском районе Алтайского края. На момент упразднения входил в состав Воскресенского сельсовета. Исключен из учётных данных в 1986 году. 

## География
Располагался на левом берегу реки Татарка, на расстоянии приблизительно в 5 км (по прямой) к северу от села Воскресенка.

## История
Основан в 1926 г. В 1928 году выселок Красный Пахарь состоял из 16 хозяйств. В административном отношении входил в состав Покровского сельсовета Чумышского района Барнаульского округа Сибирского края.
Решением Алтайского краевого исполнительного комитета от 29.04.1986 года № 160/1 посёлок исключен из учётных данных.

## Население
В 1926 году на выселках проживало 99 человек (54 мужчины и 45 женщин), основное население — мордва.